# Aspidosperma steyermarkii
Aspidosperma steyermarkii är en oleanderväxtart som beskrevs av R. E. Woodson. Aspidosperma steyermarkii ingår i släktet Aspidosperma och familjen oleanderväxter. Inga underarter finns listade i Catalogue of Life.